# ال رانچو ولا (تگزاس)
ال رانچو ولا (به انگلیسی: El Rancho Vela) یک منطقهٔ مسکونی در ایالات متحده آمریکا است که در شهرستان استار، تگزاس واقع شده‌است. ال رانچو ولا ۲۷۴ نفر جمعیت دارد.